# 2010 au Chili
Cet article présente les faits marquants de l'année 2010 au Chili.

## Évènements
- Dimanche 17 janvier 2010 : Second tour de l'élection présidentielle. Le candidat de la Coalition pour le changement (droite), le milliardaire Sebastián Piñera, remporte le second tour avec 51,61  des vois contre l'ancien président Eduardo Frei (1994-2000), candidat de la Concertation des partis pour la démocratie (gauche). C'est la première fois depuis le départ de Pinochet que la droite accède au pouvoir.

- Samedi 27 février 2010 : Un séisme de magnitude 8,2 frappe le centre et le sud du Chili faisant plusieurs centaines de morts et au moins 2 millions de sinistrés. Le 1er mars, la présidente Michelle Bachelet décrète l'« état d'exception ».

- Jeudi 11 mars 2010 : Trois répliques de magnitude 7,2 frappe le Chili, le jour de l'investiture du nouveau président Sebastián Piñera.